# L'affittacamere
L'affittacamere (Quarto de Aluguer), é um filme italiano de 1976, dirigido por Mariano Laurenti.
O filme estreou em Portugal a 12 de Fevereiro 1981. 

## Sinopse
Duas irmãs, uma magra e bonita (Giorgia) e outra feia,  gorda e com problemas de sonambulismo (Angela), recebem, como herança de uma tia, uma casa no campo e resolvem transformá-la numa pensão. Giorgia faz a promoção do estabelecimento e vários homens ficam convencidos que vão passar a noite com ela. Como a casa começa a ganhar má fama, o namorado de Angela resolve ir passar lá uma noite.

## Elenco
Gloria Guida - Giorgia Mainardi
Lino Banfi - Lillino
Enzo Cannavale - Pasquale Esposito
Vittorio Caprioli - Onorevole Vincenzi
Adolfo Celi - Giudice Damiani
Giancarlo Dettori - Mandelli - the Lawyer
Fran Fullenwider - Angela Mainardi